# 4976 조경철
4976 조경철(4976 Choukyongchol, 1991 PM)은 1991년 8월 9일 일본의 아마추어 천문가 와타나베 가즈오가 JCPM 삿포로 관측소에서 발견한 소행성이다. 한국의 천문학자 조경철을 기념하여 이름이 붙여졌다.